# 체리 (회사)
체리(Cherry Corporation)社는 1953년 월터 체리가 미국 일리노이주 하이랜드 파크에 있는 식당의 지하실에서 설립했다. 창립자에이어 그의 아들 피터는 조직의 소유권을 인수했다. 이 회사의 본사는 1979년 독일 der Oberpfalz에 있는 Auerbach로 이전되었다. 체리(Cherry)는 1973년부터 키보드를 제조했으며  여전히 비즈니스에서 가장 오래된 키보드 제조업체라고 자랑스럽게 이를 언급한다.  상표 모델명도 체리(Cherry)로 유명하다.
체리(Cherry)는 유럽 (특히 독일 바이로이트), 아시아 및 아메리카에 생산 시설을 유지하고있다. 모든 제품은 Oberpfalz의 Auerbach에 있는 본사에서 설계 및 개발된다. 또한 영국, 이탈리아, 프랑스, 홍콩, 인도, 멕시코, 호주 및 기타 지역에 지사를 두고 있으며 대부분의 주요 국가에 대리점이 있다.
2008년 체리(Cherry)는 ZF Friedrichshafen AG에 의해 인수되었으며 ZF Electronics GmbH Corporate Division으로 통합되었습니다. Cherry 브랜드는 계속 사용됩니다.

## 체리 키보드 시리즈

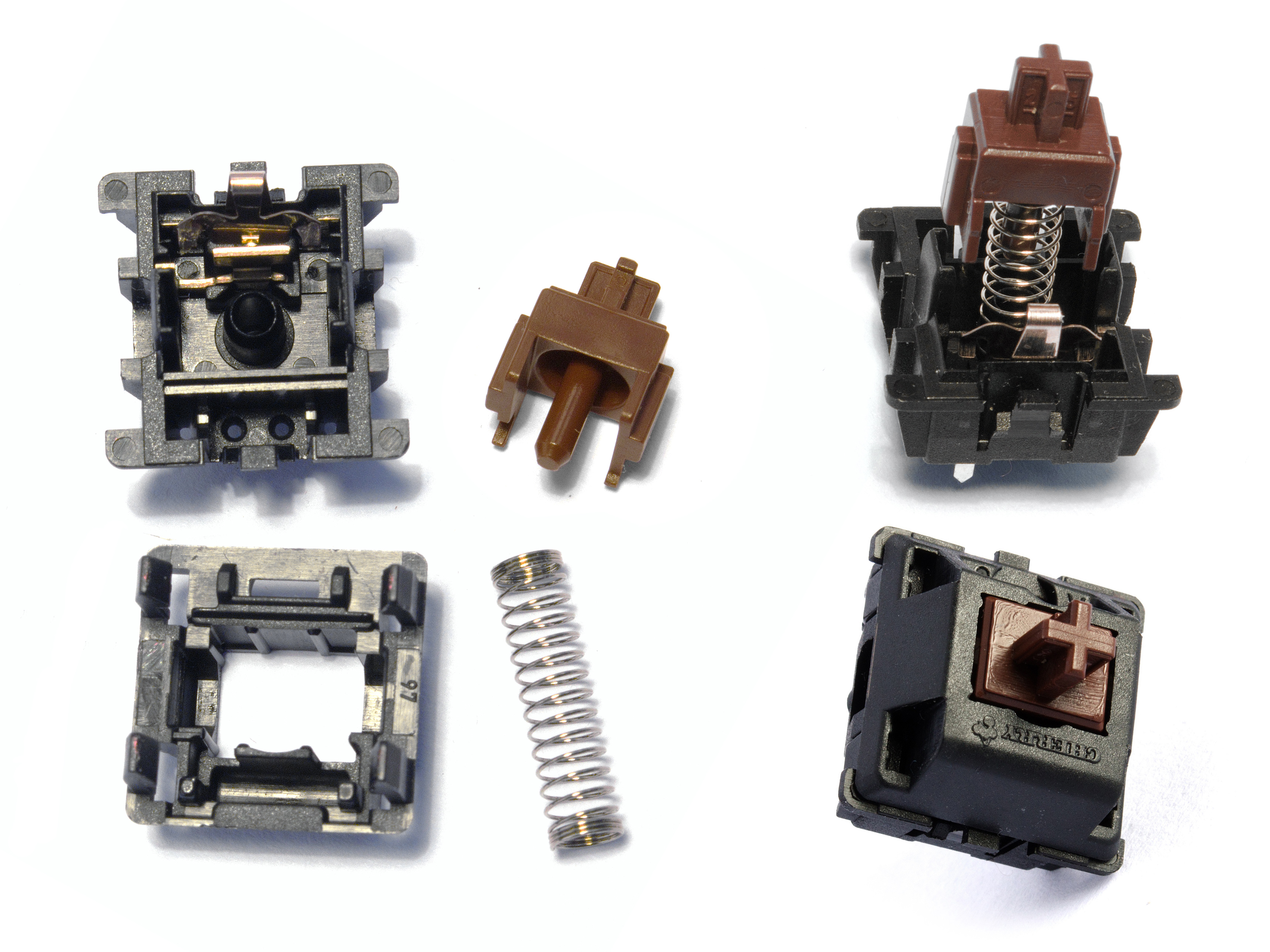
Cherry MX

체리(Cherry)의 널리 알려진 제품 중에는 1980년대 초반 이후로 가장 최근(~ 2008년)부터 산업용 전자 제품 및 POS(Point of Sale) 환경에 사용된 빨강, 파랑 및 갈색 스위치 축을 포함한 MX 및 ML 키 스위치(축) 제품군이 있다. 수많은 소비자 PC 키보드 제조업체에서 이 기계식 키보드 방식을 채용하는데 이는 2010년이후 일부 라이센스가 만료됨에 따라 이들의 하이퍼포먼스로 최적화된 기술을 좀더 유연하게 사용할 수 있게 된 계기도 그 이유로 언급되고있다. 한편 한때 멤브레인방식의 키보드가 저가격과 신소재로 시장에서 새롭게 각광받으면서 기계식 키보드의 회사들은 거의 사라질 정도의 경영상 타격을 입고 사라진 상황도 있었던것으로 알려져있다.  그러나 체리(Cherry)사는 오랜 세월동안 높은 기술력을 축적해왔다.  기계식 키보드 축의 사실상 표준으로 여겨지고있다.

## 같이 보기
- 로지텍